# Davis Cleveland
Davis Cleveland (* 5. Februar 2002 in Houston, Texas) ist ein US-amerikanischer ehemaliger Kinderdarsteller, der vor allem durch seine Rolle als Flynn Jones in der US-Fernsehserie Shake It Up – Tanzen ist alles Bekanntheit erlangte.

## Leben
Davis Clevelands Karriere begann in jungen Jahren im Werbebereich, wo er anfangs vor allem für regionale Fernsehwerbespots eingesetzt wurde. Nachdem seine Familie mit ihm nach Los Angeles übersiedelte, wurde er dort für nationale Werbespots herangezogen und kam über diese auch zu seinen ersten Engagements im Fernsehen, wo er seinen ersten Auftritt im Jahre 2008 verzeichnete, als er in einer Episode der Serie Criminal Minds einen entführten Jungen namens Ricky mimte. Noch im selben Jahr trat er in einer Episode der Erfolgssitcom How I Met Your Mother auf, wo er ein Kindergartenkind in der von Lily Aldrin (gespielt von Alyson Hannigan) betreuten Gruppe spielte.
Im Jahre 2009 war er unter anderem in einer Folge von Desperate Housewives zu sehen, in der er erneut einen Schüler mimte. Zudem wurde er in diesem Jahr für die neue Fox-Serie Sons of Tucson in der Rolle des Robby Gunderson gecastet, wo er anfangs noch von den Produzenten der Serie in den Cast aufgenommen werden wollte, um auch im Pilot zum Einsatz zu kommen. Als man jedoch beschloss die Serie im Jahre 2010 ins Programm aufzunehmen, wurden zwei der Hauptrollen nochmals zum Casting ausgeschrieben und Cleveland wieder von seiner Rolle entbunden. Stattdessen fand man mit dem etwa gleichaltrigen Benjamin Stockham einen Ersatz für Cleveland. Einen weiteren Einsatz in diesem Jahr konnte er in der Rolle des Tyler Harmon in einer Folge von Ghost Whisperer – Stimmen aus dem Jenseits verbuchen. Im darauffolgenden Jahr kam er zu Auftritten in zwei verschiedenen Episoden von Hannah Montana, wo er in zwei unterschiedlichen Rollen in Erscheinung trat.
Neben einer weiteren kleinen Rolle in einer Folge von Pair of Kings – Die Königsbrüder hatte der Jungschauspieler von 2010 bis 2011 auch eine wiederkehrende Rolle in der Jugendserie Zeke und Luther inne, in der man ihn in der Rolle des Roy Waffles sah. Außerdem wurde Cleveland in diesem Jahr in eine der Hauptrollen der Disney-Serie Shake It Up – Tanzen ist alles gecastet, in der von 2010 bis 2013 als Flynn Jones zu sehen war. Des Weiteren mimte der Kinderdarsteller in zwei im Jahre 2011 ausgestrahlten Folgen der Serie Meine Schwester Charlie zum einen die Figur Walker und zum anderen in der Crossover-Episode Charlie Shakes It Up seinen bestehenden Charakter aus Shake It Up. Obgleich seiner Tätigkeit in den verschiedensten Fernsehproduktion ist Davis Cleveland weiterhin im Werbebereich tätig und kommt dabei jährlich zu mehreren Engagements national und international bekannter Marken und Unternehmen.
Zudem war er bereits in verschiedenen Printkampagnen des Disney-Konzerns zu sehen. Für sein Engagement in Shake It Up wurde Cleveland zusammen mit seinen Schauspielkollegen Bella Thorne, Zendaya, Adam Irigoyen, Roshon Fegan, Caroline Sunshine und Kenton Duty 2011 und 2012 bei den Young Artist Awards in der Kategorie Herausragende Besetzung in einer Fernsehserie nominiert.

## Filmografie
- 2008: Criminal Minds (Fernsehserie, Episode 4x08)
- 2008: How I Met Your Mother (Fernsehserie, Episode 4x10)
- 2009: Desperate Housewives (Fernsehserie, Episode 5x17)
- 2009: Ghost Whisperer – Stimmen aus dem Jenseits (Ghost Whisperer, Fernsehserie, Episode 5x01)
- 2010: Hannah Montana (Fernsehserie, 2 Episoden)
- 2010: Pair of Kings – Die Königsbrüder (Pair of Kings, Fernsehserie, Episode 1x06)
- 2010–2011: Zeke und Luther (Zeke and Luther, Fernsehserie, 2 Episoden)
- 2010–2013: Shake It Up – Tanzen ist alles (Shake It Up, Fernsehserie, 78 Episoden)
- 2013: Alone for Christmas: Bone – Allein zu Haus
- 2011: Meine Schwester Charlie (Good Luck Charlie, Fernsehserie, 2 Episoden)
- 2016: Rufus (Fernsehfilm)
- 2017: Rufus 2 (Fernsehfilm)

## Nominierungen
- 2011: Young Artist Award in der Kategorie „Outstanding Young Performers in a TV Series“ für sein Engagement in Shake It Up – Tanzen ist alles (zusammen mit Bella Thorne, Zendaya Coleman, Adam Irigoyen, Roshon Fegan, Caroline Sunshine und Kenton Duty)[1]